# Goulor
Le Goulor est un ruisseau français des départements de Charente-Maritime et de Gironde, affluent de la Dronne et sous-affluent de la Dordogne.

## Géographie
Le Goulor prend sa source en Charente-Maritime à près de 100 mètres d'altitude sur la commune de Saint-Martin-de-Coux, trois kilomètres au nord-nord-ouest du bourg, près du lieu-dit la Verrerie.
Il rejoint la Dronne en rive droite à 12 mètres d'altitude, un kilomètre et demi à l'est-sud-est du bourg de Chamadelle, près du lieu-dit le Goulor.
Sur les 5 derniers kilomètres, son cours délimite deux départements :
- département de la Charente-Maritime (commune de La Barde),
- département de la Gironde (commune de Chamadelle).

Sa longueur est de 10,7 km.

## Affluents
Le Goulor a deux courts affluents répertoriés : le ruisseau de Beney et la Grand Nauve.

## Départements, Communes et Cantons traversés
Le Goulor traverse 2 départements, 3 communes et 2 cantons :
- Charente-Maritime
  - Canton de Montguyon
    - Saint-Martin-de-Coux (source)
    - La Barde
- Gironde
  - Canton de Coutras
    - Chamadelle (confluence)